# Taenaris druentia
Taenaris druentia är en fjärilsart som beskrevs av Hans Fruhstorfer 1911. Taenaris druentia ingår i släktet Taenaris och familjen praktfjärilar. Inga underarter finns listade i Catalogue of Life.